# Un asilo en La Goajira
Un asilo en La Goajira es la única novela que se conserva de la escritora colombiana Priscila Herrera de Núñez, escrita en 1879 pero publicada en 1936. Está dividida en diez capítulos. Herrera también escribió una novela titulada «Historia de una noche», pero aún no se ha podido encontrar.

## Argumento
Alí Silva era un comerciante próspero de Riohacha: negociaba con los wayú —a los que Herrera se refiere como goajiros—, intercambiando con ellos productos terminados por materias primas y animales que él vendía en la ciudad. También adquiría sal de Bahía Honda, llevándola a Barranquilla y Cartagena de Indias, de donde regresaba con otros productos para comerciar.
En agosto de 1867 Riohacha se convierte en el campo de batalla donde los hombres del general F.F. se enfrentan con todo contra los del general L.H. El enfrentamiento termina con un incendio que arrasa con parte de la ciudad. Alí Silva muere a causa de una "bala enemiga", dejando en el desamparo a su esposa y sus dos hijos pequeños: María y José —bautizado el pequeño en honor al almirante José Padilla, a quien Silva admiró—. Es entonces cuando la viuda de Silva, hundida en la miseria y sin el apoyo de las amistades que los rodearon a ella y a su cónyuge en tiempos prósperos, emprende el camino hacia la ranchería de Rita, su comadre, escoltada ella y sus hijos por el joven indígena Alí, su ahijado.

## Contexto

### Político

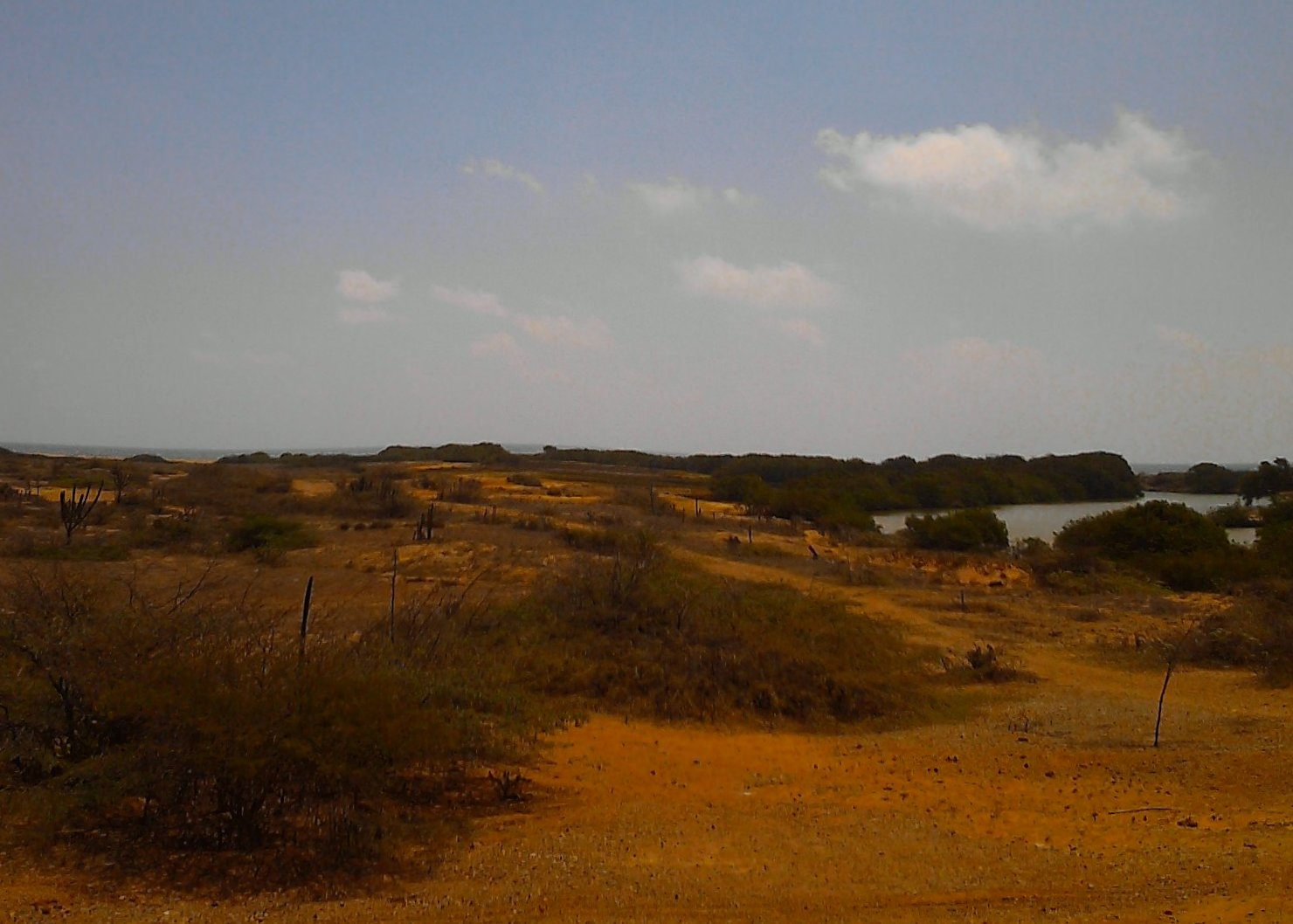
Paisaje desértico de la Alta Guajira. En el capítulo VII de la novela, la ranchería de Rita se ubica "en la inmediación de una laguna"; "y no muy distante, la hermosa vista del majestuoso Atlántico".

Tras la disolución de la Gran Colombia, la situación política y administrativa de la Confederación Granadina era volátil. El Estado soberano del Magdalena —compuesto por los actuales departamentos de La Guajira, Cesar y Magdalena, más otros territorios— no era ajeno a esa situación, que no mejoró con el establecimiento de los Estados Unidos de Colombia. Había inconformidad en el departamento de Padilla —que englobaba territorios que hoy conforman la Media y Baja Guajira— por las decisiones tomadas en Santa Marta, algo que Herrera de Núñez consigna dos veces en la novela. El general F.F. es Felipe Farias, militar español que debía enfrentarse en Dibulla a Isodoro Fuentes, colaborador de Luis Herrera —el general L.H.—, depuesto presidente del Estado del Magdalena.

### Sociocultural
El choque cultural entre la familia Silva y los habitantes de la ranchería de Rita evidencia las complejidades sociales de la época. Quien narra se refiere a los wayú como «salvajes» —refiriéndose a su no pertenencia a la civilización—, haciendo hincapié en que ellos no se rigen por los preceptos del cristianismo. Por su parte, los wayú se refieren a la viuda de Silva y a sus hijos como «españoles», pese a que ellos nacieron y vivieron en Riohacha. Ambas apreciaciones pueden verse como manifestaciones de la tensión social que vivió el país en las décadas que sucedieron a la independencia de España.

## Información de la autora
Es poco lo que se sabe de Priscila Herrera de Núñez. Se desconocen las fechas de su nacimiento y muerte, aunque es probable que haya nacido o vivido en Riohacha. Tras el último párrafo del décimo capítulo de la novela, aparece la frase «Bogotá, diciembre de 1879», de lo que se infiere que vivió en la capital en algún punto de su vida después de haber estado en La Guajira. Se dice que fue cuñada del presidente colombiano Rafael Núñez, y que pudo haber estado emparentada con Luis Herrera, expresidente del Estado del Magdalena. Un asilo en La Goajira es la primera novela de que se tenga registro en La Guajira, una de las primeras del Caribe colombiano, y la primera escrita por una mujer en la región del Magdalena Grande.